# Colțeni
Colțeni – wieś w Rumunii, w okręgu Buzău, w gminie Costești. W 2011 roku liczyła 42 mieszkańców.